# Colette Magny

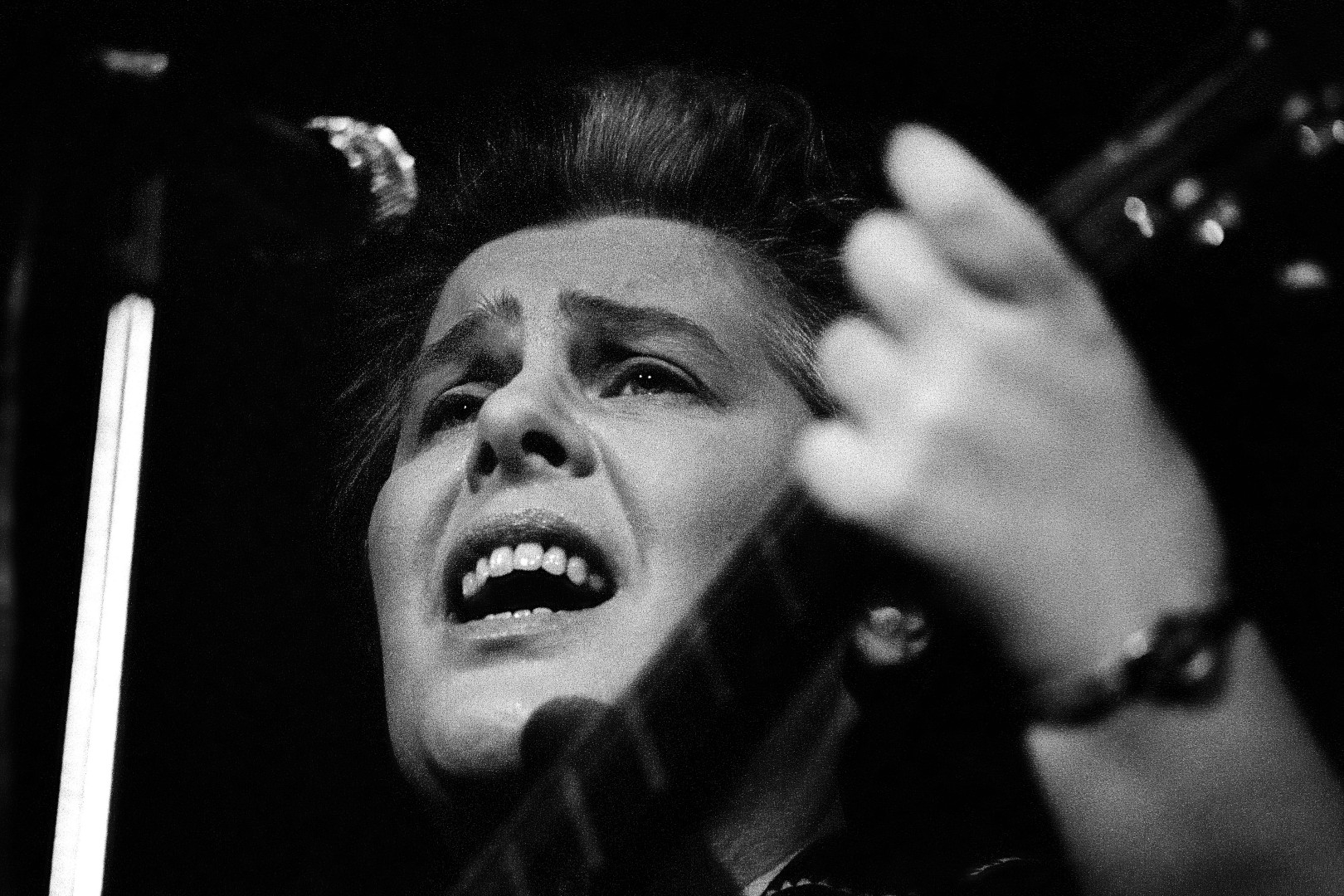
Colette Magny

Colette Magny (* 31. Oktober 1926 in Paris; † 12. Juni 1997 in Villefranche-de-Rouergue) war eine französische Sängerin und Liedermacherin.

## Leben und Wirken
Magny arbeitete von 1948 bis 1964 als Fremdsprachensekretärin bei der OECD. Bei Claude Luter nahm sie Gitarrenunterricht und trat nebenbei als Bluessängerin auf, bevor sie eine Karriere als Chansonsängerin anstrebte und 1963 einen ersten Hit mit Melocoton hatte. Durch den Algerienkrieg politisiert, schrieb sie Protestsongs wie Le Mal de Vivre, der von der ORTF nicht gesendet wurde. Es folgten Alben wie Vietnam 67, auf denen sie weiter politisch Stellung bezog. Auf ihrem Album Feu et rythme, das mit dem Grand Prix du Disque der Akademie Charles Cros ausgezeichnet wurde, arbeitete sie sowohl mit einem zeitgenössischen Ensemble zusammen als auch mit den Free Jazzern Beb Guérin und Barre Phillips. Diese und weitere Musiker des freien Jazz wie François Tusques oder Noel McGhie waren auch auf dem Nachfolge-Album Repression tätig, das sich mit der Zensur und politischen Unterdrückung auseinandersetzte.  Auf dem Album Thanakan beschäftigte sie sich mit den Texten von Antonin Artaud. In den letzten Lebensjahren konnte sie krankheitsbedingt kaum noch auftreten.
1984 wurde sie mit dem Tenco-Preis ausgezeichnet.

## Diskographie
- Des classiques du Jazz mit Gilles Thibaut - 1958
- Melocoton/Basin street blues, etc... - CBS - 1963
- La rose de Rilke, etc... - CBS - 1964
- Quatre chansons américaines, V. Hugo, etc... - CBS - 1965
- Max Jacob, Tristan Tzara, V. Hugo - CBS - 1965
- Avec, poème sur structure musicale de André Almuro - Mouloudji/Festival - 1966
- Frappe ton cœur - Le Chant du Monde - 1964
- Viêt Nam 67 - Le Chant du Monde - 1967
- Magny 68-69 - Le Chant du Monde - 1968
- Feu et rythme - Le Chant du Monde  - 1970
- Répression - Le Chant du Monde - 1972
- Transit mit dem Free Jazz Workshop - Le Chant du Monde - 1974
- Un peuple crève - Le Chant du Monde  - mit Maxime Le Forestier und Mara Jerez - 1975
- Visage-Village - Le Chant du Monde - mit Lino Léonardi und dem Dharma Quintet - 1976
- Colette Magny, je veux chaânter - Le Chant du Monde  - 1979
- Thanakan - Le Chant du Monde - 1980
- Sylvie Dubal: cahier d'une tortue - Le chant du Monde - 1980
- Chansons pour Titine - Le Chant du Monde - 1984
- Kevork ou le délit d'errance - Colette Magny Promotion/Scalen - 1989
- Blues - 2000 - CD